# Plataplochilus pulcher
Plataplochilus pulcher és una espècie de peix d'aigua dolça de la família dels pecílids i de l'ordre dels ciprinodontiformes, de Gabon (Àfrica).